# Festetics Domonkos
Festetics Domonkos (Bakófa, 1901. február 16. – Salzburg, 1975. december 13.) magyar földbirtokos, országgyűlési képviselő.

## Élete
Régi nemesi családban született, római katolikus vallásban. Középiskoláit Nagykanizsán és Kalocsán végezte, majd a grazi és innsbrucki  egyetemen hallgatott jogot. Egyetemi tanulmányait befejezve hosszabb tanulmányutakat tett Nyugat-Európában – Olaszországban, Németországban és Franciaországban –, ahol egyrészt az állami berendezkedést, másrészt a nagyobb kulturális intézmények működését tanulmányozta.
1931-ben, nagybátyja halálát követően átvette az akkor Somogy, ma Baranya vármegyében fekvő csertői családi uradalom vezetését, illetve a térség közéletébe is bekapcsolódott. Szigetváron felkarolta a helyi gazdakört és a cserkészmozgalmat, illetve országos ismertséget szerzett azáltal, hogy a budavári királyi várpalota részére Bonfini, a budai helyőrségi templom számára pedig Kapisztrán János szobrát adományozta.
1935-ben került először az országgyűlésbe, a Nemzeti Egység Pártja programjával, a szigetvári választókerületből, majd 1939-ben ugyanott a Magyar Élet Pártja színeiben erősítette meg mandátumát. A törvényhozásban főleg agrár- és szociális problémákkal foglalkozott, illetve a vidék érdekeinek volt szószólója. Több térségi civil szervezetben viselt vezető tisztséget, díszpolgárává választotta választókerületében Darány és Tótszentgyörgy is.
Politikájában jelentős szerepet kapott antiszemitizmusa, szimpatizált a nyilas és fasiszta eszmékkel. 1944 áprilisában a térség országgyűlési képviselőjeként kiemelt szerepe volt a szigetvári és környéki zsidók összegyűjtésében és deportálásában. 1945-ben rokonaihoz Ausztriába menekült. 1975. december 13-án halt meg Salzburgban.

## Családja
1942. július 22-én kötött házasságot Ghiczi, assa- és ablánczkürti Ghyczy Judittal (1923– ), akitől fia, Dénes született 1943-ban. Festetics Domonkos emigrálása után, 1946-ban elváltak. Második felesége Elizabeth von Saldern-Ahlimb grófnő (1921– ) volt, akivel 1949. szeptember 29-én házasodott össze a Salzburg melletti Schwarzeneggben. Ilona lányuk 1952-ben született Grazban. Festetics Domonkos 1956-ban elvált második feleségétől is.